# 그리드원

그리드원은 2005년 설립된 생성형 인공지능(생성형AI) 기반 업무 자동화 소프트웨어 개발 기업이다. 2017년 국내 최초 RPA 솔루션 ‘AutomateOne’을 개발하였으며, 오류 인식 인공지능 기술 특허를 보유한 20년차 소프트웨어 개발 기업이다. AI를 활용한 RAG 솔루션 'GO RAG', AI OCR 솔루션 'GO AI OCR', AI Agent 'GO;DO' 가 주력 솔루션 제품군이다.

2024년 4월, LLM 기반 AI 에이전트 서비스 ‘GO;DO(고두)’를 출시했다. 
데이터 수집부터 정제, 검색 에이전트를 포함한 패키지 솔루션 GO RAG 을 주력 상품으로 하고 있다.
.

(2020년 ~ 현재)
2025.2 한국지역난방공사 RAG 사업 수주
2024.8 한국수자원공사 생성형AI 사업(RAG) 수주
2024.4 AI 에이전트 서비스 'GO;DO' 출시
2023.3 행정안전부 범정부 초거대 AI ISP 사업 수주
2022.7 제17회 대한민국 인터넷대상 : 과학기술정보통신부 장관상 수상
2020.5 AI플랫폼 AI InspecotrOne MSP 및 AI OCR 서비스 GO AI OCR 출시
2020.1 Jumio 국내서비스 총판 계약 : 글로벌 온라인 인증시장 진출

(2010년~2019년)
2019.9 딥러닝 기반 오류 분류 방법 및 장치 특허 등록
2017.1 국내 최초 RPA 솔루션 AutomateOne 출시
2016.6 단말 제어 방법 특허 출원
2014.11 테스트 품질관리 솔루션 TestOne QMC 출시
2013:8 시스템 전 구간 모니터링 솔루션 WatchOne Pro 출시
2012.7 테스트 자동화 솔루션 TestOne 출시
2010.1 서비스 모니터링 솔루션 WatchOne 출시

(2005년~2009년)
2007.5 기업부설연구소 설립
2006.6 제2회 대덕밸리하이테크 창업경진대회 동상 수상
2006.5 벤처기업 등록 (중소기업청)/시스템 성능 부하 테스트 솔루션 PerfOne 출시
2005.3 그리드원 설립
1. ↑  박기록. “[전문가기고] 소프트웨어 2.0 기술로 바라보는 RPA의 미래”. 2023년 8월 31일에 확인함.
2. ↑  “그리드원, 문서 검증 인공지능 기술 특허 취득” (영어). 2023년 8월 31일에 확인함.
3. ↑  머니투데이 (2024년 4월 18일). “그리드원, 사람처럼 행동하는 AI 에이전트 서비스 '고두(GO;DO)' 공개”. 2024년 8월 7일에 확인함.
4. ↑  이데일리 (2024년 3월 17일). “범정부 초거대AI 컨설팅 우선협상대상자는 ‘유큐브’”. 2024년 8월 7일에 확인함.